# Melanisme
Melanisme er et biologisk begreb, som indebærer en forhøjet koncentration af melaniner, enten eumelanin (hvilket er mest almindeligt), eller phæomelanin. Effekten resulterer i en mørkere, eller fuldkommen sort, pigmentering. Dette er leucismes modsætning.